# Basifimbria spinosa
Basifimbria spinosa är en svampart som beskrevs av Buffin & Hennebert 1985. Basifimbria spinosa ingår i släktet Basifimbria, ordningen kolkärnsvampar, klassen Sordariomycetes, divisionen sporsäcksvampar och riket svampar.   Inga underarter finns listade i Catalogue of Life.